# Henri Admirat
Henri Admirat (3 de septiembre de 1744-17 de junio de 1794) fue una destacada figura en la Revolución francesa. Murió ejecutado en la guillotina por el intento de asesinato de Jean-Marie Collot d'Herbois.

## Intento de asesinato
Henri Admirat, empleado de la oficina de lotería nacional y contrario a la Revolución, vivía en el mismo edificio que Jean-Marie Collot d'Herbois, en la Rue Favart. El 22 de mayo de 1794, Collot, quien regresaba a su casa después de una reunión del Comité de Salvación Pública, se detuvo a hablar con su institutriz en la escalera del edificio, momento en que Admirat, quien llevaba tiempo esperándolo, salió de su escondite armado con dos pistolas, disparando a quemarropa contra Collot, si bien ambas armas fallaron. Jean-Marie se defendió con su espada, evitando que Admirat pudiese salir huyendo del edificio. Henri se atrincheró en su apartamento, siendo posteriormente arrestado por una patrulla de la Guardia Nacional que se encontraba en la zona, no sin antes herir de gravedad a un hombre llamado Geoffroy, quien había acudido en ayuda de Collot.

## Juicio y ejecución
Admirat fue llevado ante el Tribunal Revolucionario. Tras un juicio de dos minutos en el cual sólo se le permitió responder, Admirat, quien nunca llegó a explicar públicamente los motivos del intento de asesinato, fue condenado a morir en la guillotina, siendo ejecutado en la plaza del Trône-Renversé el 17 de junio de 1794. Su cuerpo fue enterrado junto con otros cincuenta y tres cadáveres en el cementerio de Picpus.